# Heerbrugg
Heerbrugg ist eine Ortschaft im Kanton St. Gallen in der Schweiz.
Sie liegt im unteren Teil des St. Galler Rheintals auf Gemeindegebiet von Au, Balgach, Berneck sowie Widnau und ist mit deren Kernsiedlungen mehr oder weniger zusammengewachsen. Heerbrugg ist das Zentrum des Mittelrheintals, einer Kulturregion im Alpenrheintal.

## Geographie
Durch Heerbrugg verläuft die Hauptstrasse 13 von Au SG im Norden nach Balgach im Süden. Im Westen liegt Berneck und im Osten Widnau, welche durch die Verbindungsstrasse von Heiden nach Diepoldsau verbunden sind. Die Strasse nach Berneck heisst in Heerbrugg Bahnhofstrasse, ab Berneck Tramstrasse. Am Fusse des Hümpelerberg (kurz Hümpeler) gelegen, bildet das Bahnhofsquartier das Zentrum des Ortes. Auf dem Sonnenberg, ein Plateau am Hümpeler, liegen das Schulhaus Sonnenberg und das Schloss Heerbrugg. Im Osten hinter dem Hümpeler liegt das Brändli, im Süden das ehemalige Wildareal (heute Leicaareal), und im Osten das Elektraquartier mit dem Elektraweg als Zentrum. An der Grenze im Norden auf der Ostseite der Bahngeleise befindet sich das Industriegebiet Rosenbergsau, wo sich der Hauptsitz und das Stammwerk der SFS Gruppe befinden. Der Bahnhof befindet sich auf dem Gemeindegebiet von Au.

## Geschichte

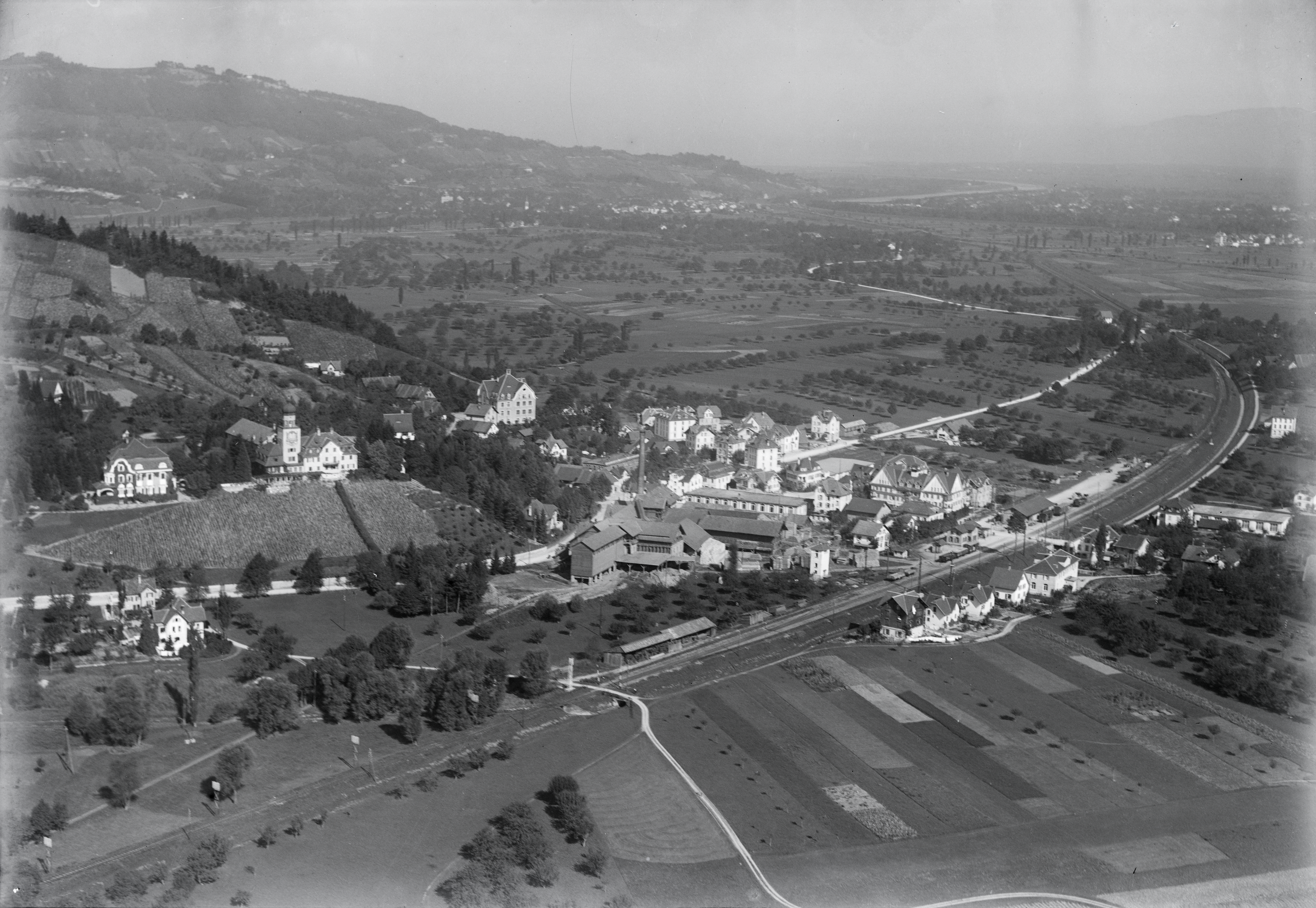
Luftbild von Walter Mittelholzer aus dem Jahr 1923

1303 wurde der Ort als Herbrugge erstmals urkundlich erwähnt. Er bestand 1810 aus acht Häusern beim Schloss.
Die Festung Hêrburch, um 1078 vom St. Galler Abt Ulrich III. im Rheintal errichtet, ist nicht lokalisierbar. Das Schloss Heerbrugg diente vor 1598 bis 1727 als Landsitz der Schobinger von St. Gallen. Nach einem Brand wurde es 1774 neu erbaut und 1910 erweitert und mit einem Turm ergänzt. 1839 bis 1871 stand es im Besitz des Erziehers und Politikers Karl Völker und war mit einem Schulinternat, einem landwirtschaftlichen Versuchsbetrieb und ab 1858 mit einer Ziegelei versehen. 1867 bis 1871 übernahm Jakob Schmidheiny, der hier die Bedeutung seiner Familie begründete, Schlossgut und Ziegelei. 1858 bei der Eröffnung der Bahnstrecke Chur–Rorschach zählte der Weiler Heerbrugg etwa dreissig Einwohner.

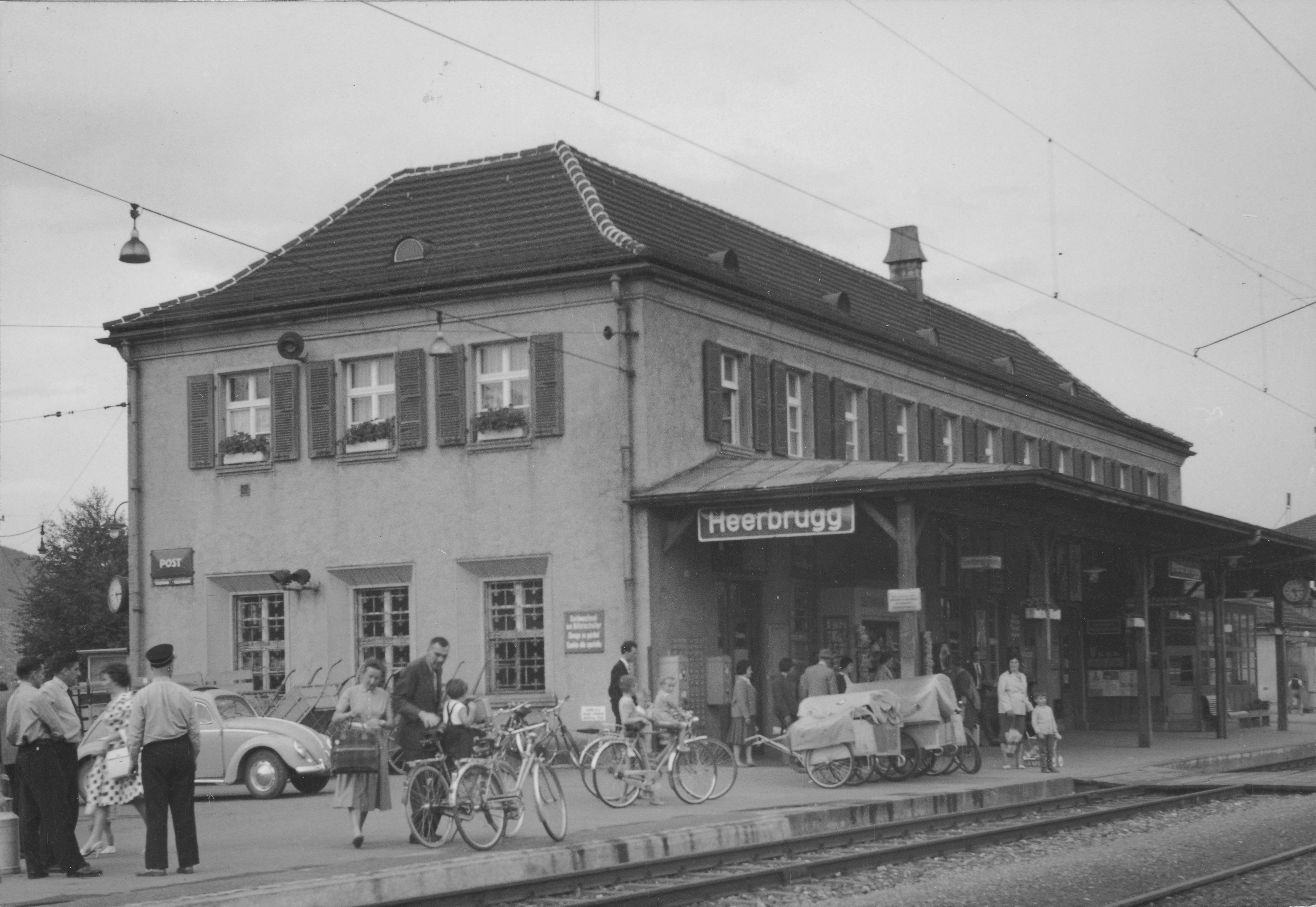
Bahnhof Heerbrugg 1960

Die Eröffnung der Bahn machte Heerbrugg zum Verkehrszentrum. 1897 erfolgte der Bau der Strassenbahnen nach Berneck und Altstätten, 1915 nach Diepoldsau, 1940 wurde der Busbetrieb aufgenommen. Ab 1880 entwickelte sich die Talsiedlung zwischen Berg und Bahnhof, 1902–1914 unter wesentlichem Einfluss des Architekten Johann Labonté in Bau, Infrastruktur und Planung. Den Haupterwerb bildeten die Ziegelei (hoher Italieneranteil in der Bevölkerung) und die Stickereiindustrie. Ab 1921 begannen Heinrich Wild und Jakob Schmidheiny junior mit dem Aufbau eines Optikwerks, das seit 1989 zur Leica AG gehört. Das demografische Wachstum führte 1906 zur Gründung von Schule und Schulgemeinde sowie 1912 zur Bildung der katholischen Kapellgenossenschaft. 1943 wurde die katholische und 1964 die evangelische Kirche erbaut. Seit 1954 besteht eine katholische Kirchgemeinde. Die Kantonsschule Heerbrugg besteht seit 1975.
Für 2012 war eine Fusion von Au, Balgach, Berneck und Widnau sowie der Gemeinde Diepoldsau geplant, die eine neue Stadt mit dem Namen Heerbrugg mit über 27'000 Einwohnern ergeben sollte. Dieses Fusionsvorhaben wurde jedoch in der Volksabstimmung vom 17. Juni 2007 deutlich abgelehnt.

## Bevölkerung
| Jahr             | 1900 | 1941 | 1960 | 1990 |
| Einwohner        | 500  | 865  | 1514 | 2782 |
| davon in Au      | 270  | 606  | 1194 | 2613 |
| davon in Balgach | 230  | 259  | 320  | 169  |

## Wirtschaft

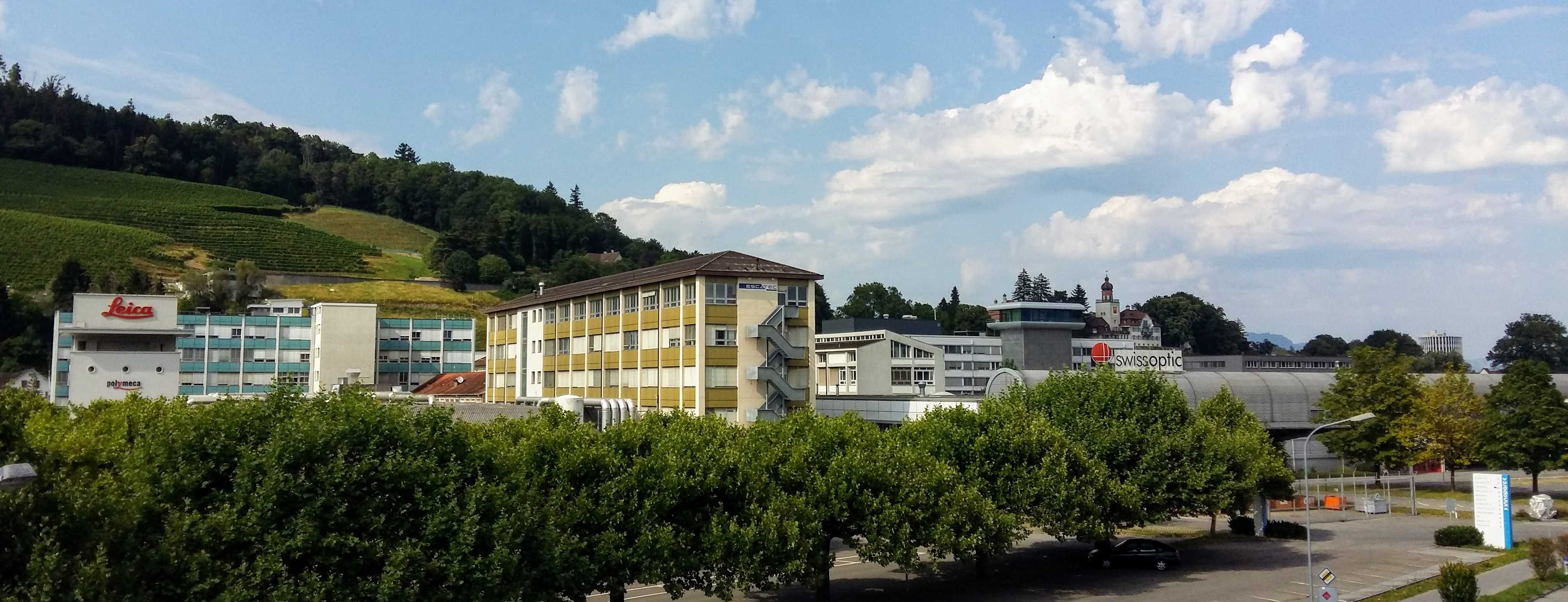
Das Leica Areal; hier sind namhafte Firmen angesiedelt wie Leica Geosystems, Leica Microsystems, Swissoptic und andere

Die Wirtschaftsgeschichte von Heerbrugg ist geprägt von den Bemühungen von Jacob Schmidheiny I. (1838–1905) und seinen Nachfahren. Alles begann mit einer kleinen Weberei an der Alten Landstrasse (heute Staatsstrasse) zwischen Balgach und Rebstein.
1867 kaufte Jacob Schmidheiny I. von Professor Karl Völker das Schloss Heerbrugg, zu dem eine kleine Ziegelei gehörte. 1880 entwickelte er ein Verfahren, das erstmals die Herstellung des Strangfalzziegels ermöglichte. Daraufhin baute er die Ziegelei kontinuierlich weiter aus und sorgte so für den wirtschaftlichen Aufstieg von Heerbrugg und Balgach. 1889 war es auch Jacob Schmidheiny I., der eine Strassenbahn zu planen begann, die schlussendlich zum Anschluss von Heerbrugg an die damalige Metropole Altstätten führte, was den wirtschaftlichen Aufstieg Heerbruggs zum heutigen Zentrum der Hochtechnologie des Rheintals erst ermöglichte. 1906 war es sein Sohn Jacob Schmidheiny II. (1875–1955), der die Schulgemeinde Heerbrugg zusammen mit seinem Bruder Ernst I. gründete, um dem Rheintaler Volk eine Ausbildung zu ermöglichen.
Eines der bedeutendsten Unternehmen in Heerbrugg (Gemeindegebiet Balgach) ist die Leica Geosystems AG, die ebenfalls auf die Bemühungen der Schmidheinys zurückgeht. Jacob Schmidheiny II. schloss 1921 den Gesellschaftsvertrag mit Heinrich Wild und Robert Helbling zur Finanzierung der Heinrich Wild, Werkstätte für Feinmechanik und Optik unter der Bedingung ab, dass die Fabrik in Heerbrugg angesiedelt werde; gemäss seinem Leitgedanken:

„Arbeit dem Rheintaler Volk!“

Die SFS Holding hat ihren Hauptsitz ebenfalls in der Ortschaft (Gemeindegebiet Au). Sie ist eine der grössten Firmen im Alpenrheintal und gilt als bedeutende Firma für Heerbrugg und als einer der wichtigsten Arbeitgeber der Region Rheintal.
Im Schloss Heerbrugg sitzt die Swiss-Alu-Trading-AG-Gruppe, die in Deutschland und Österreich Aluminium zur Herstellung von Profilen vergiesst, sowie die 1936 gegründete Firma Grabher INDOSA Maschinenbau AG mit ihren weltweit verbreiteten Maschinen für die Lebensmittelindustrie. Nebst den genannten Firmen existieren gerade im Umfeld des Sitzes der Leica Geosystems, welche aus der Wild Heerbrugg hervorging, mehrere weitere Hochtechnologiefirmen. In Heerbrugg befindet sich daher eines der wichtigsten Zentren des Ingenieurwesens in der Ostschweiz.

### Verkehr

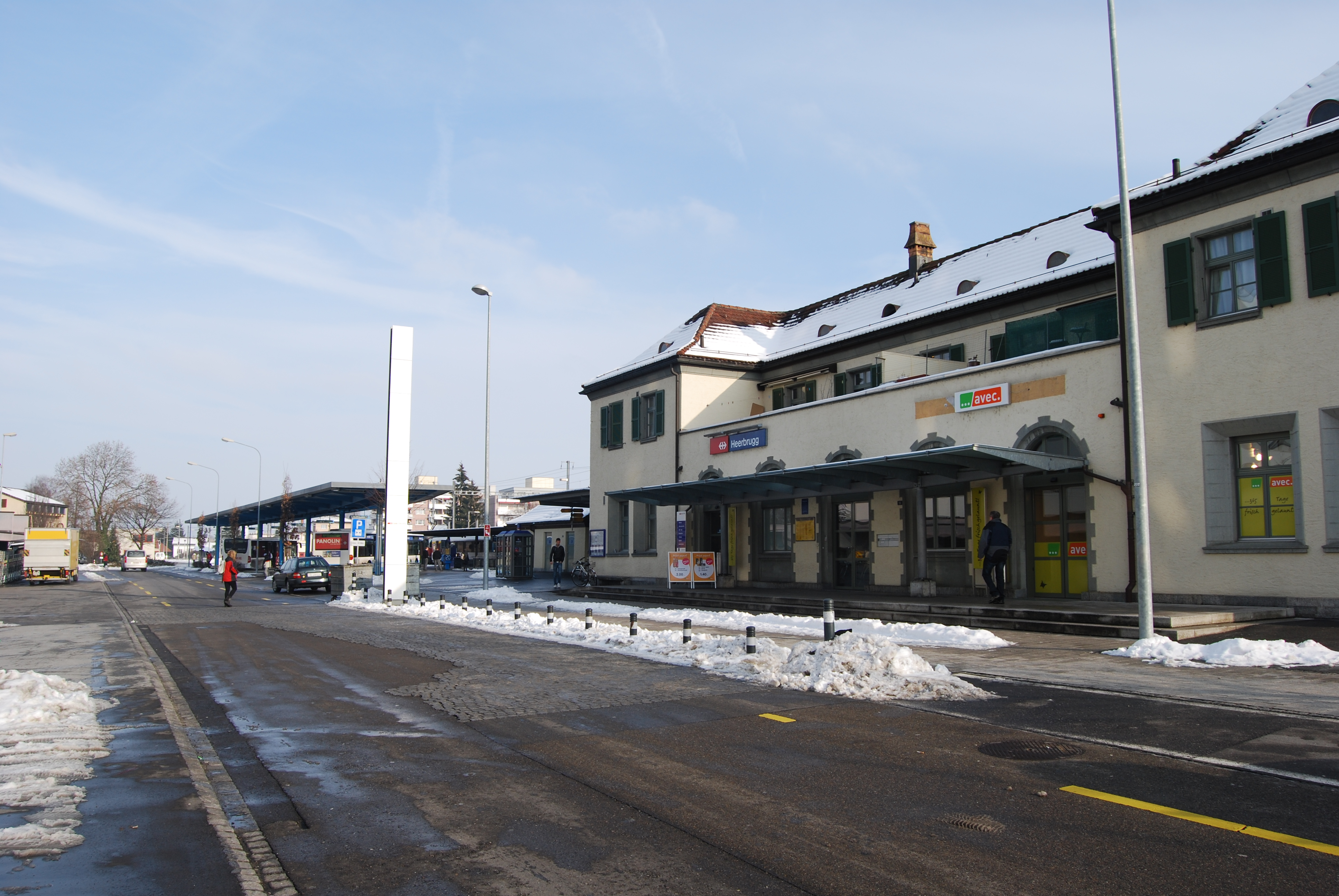
Bahnhof Heerbrugg, im Hintergrund der Busbahnhof RTB Rheintal Bus (Blickrichtung Osten)

Der in Heerbrugg liegende Bahnhof der SBB bedient die Gemeinden Balgach, Berneck, Widnau und Diepoldsau. Der Bahnhof gehört zur Bahnstrecke Chur–Rorschach. Der Zentrale Umsteigepunkt der RTB Rheintal Bus ist ebenfalls auf dem Areal der SBB ansässig. Die RTB Rheintal Bus ist Nachfolgerin des Trolleybus Altstätten–Berneck (1940 bis 1977) beziehungsweise der Strassenbahn Altstätten–Berneck (1897 bis 1940, Zweigstrecke Heerbrugg–Diepoldsau noch bis 1956). Die Strecken des regionalen Busunternehmens erstrecken sich südlich bis Buchs, nördlich bis Rorschach, westlich bis Berneck sowie östlich bis ins benachbarte Österreich (Hohenems, Lustenau und Dornbirn). Ebenfalls ab Bahnhof Heerbrugg verkehrt ein Postauto via Oberegg nach Heiden oder St. Anton.
Der Anschluss an die A13 erfolgt über Widnau.

## Kunst, Kultur

### Schulen, Hochschulen

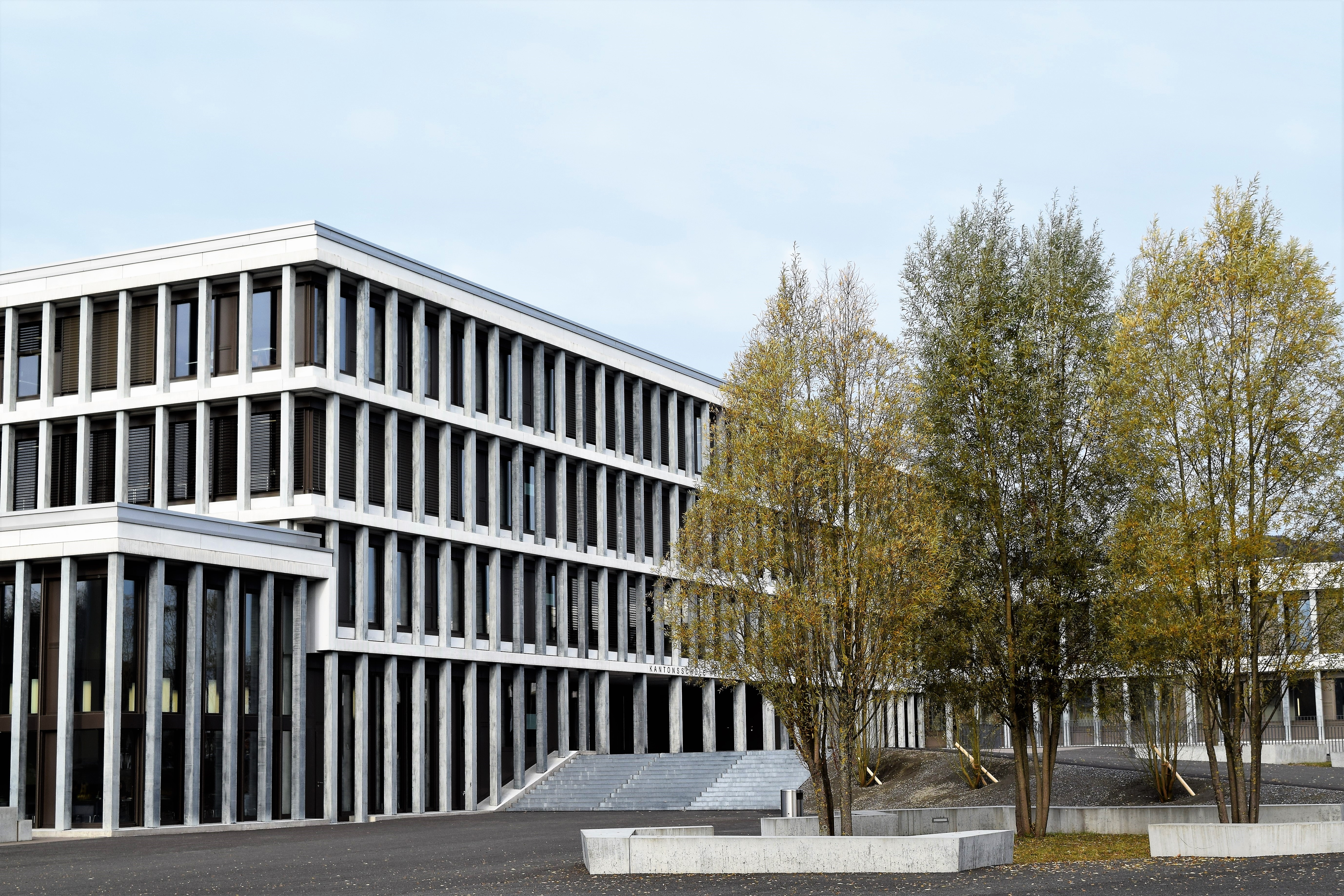
Eingang zur Kantonsschule Heerbrugg

In Heerbrugg (Gemeindegebiet Au) befindet sich die Kantonsschule Heerbrugg, welche 1975 als Landmittelschule gegründet wurde. Es werden die Ausbildungsgänge Gymnasium und Fachmittelschule angeboten. Ausserdem befindet sich die Oberstufe Mittelrheintal (OMR) an der Karl-Völker-Strasse in Heerbrugg. Die 1906 gegründete Primarschule ist seit Januar 2013 in die Primarschulgemeinde Au-Heerbrugg integriert.

### Sehenswürdigkeiten
- Schloss Heerbrugg (mit Sammlung Schmidheiny)
- Villa Schmidheiny (erbaut 1904 von Wendelin Heene)
- Evangelische und katholische Kirche
- Hotel Heerbruggerhof (am Bahnhofplatz), erbaut von Johann Labonté und in seinem Besitz bis zu seiner Verarmung
- Kultur im Stellwerk
- Fassl Residence (mit Puppenausstellung)

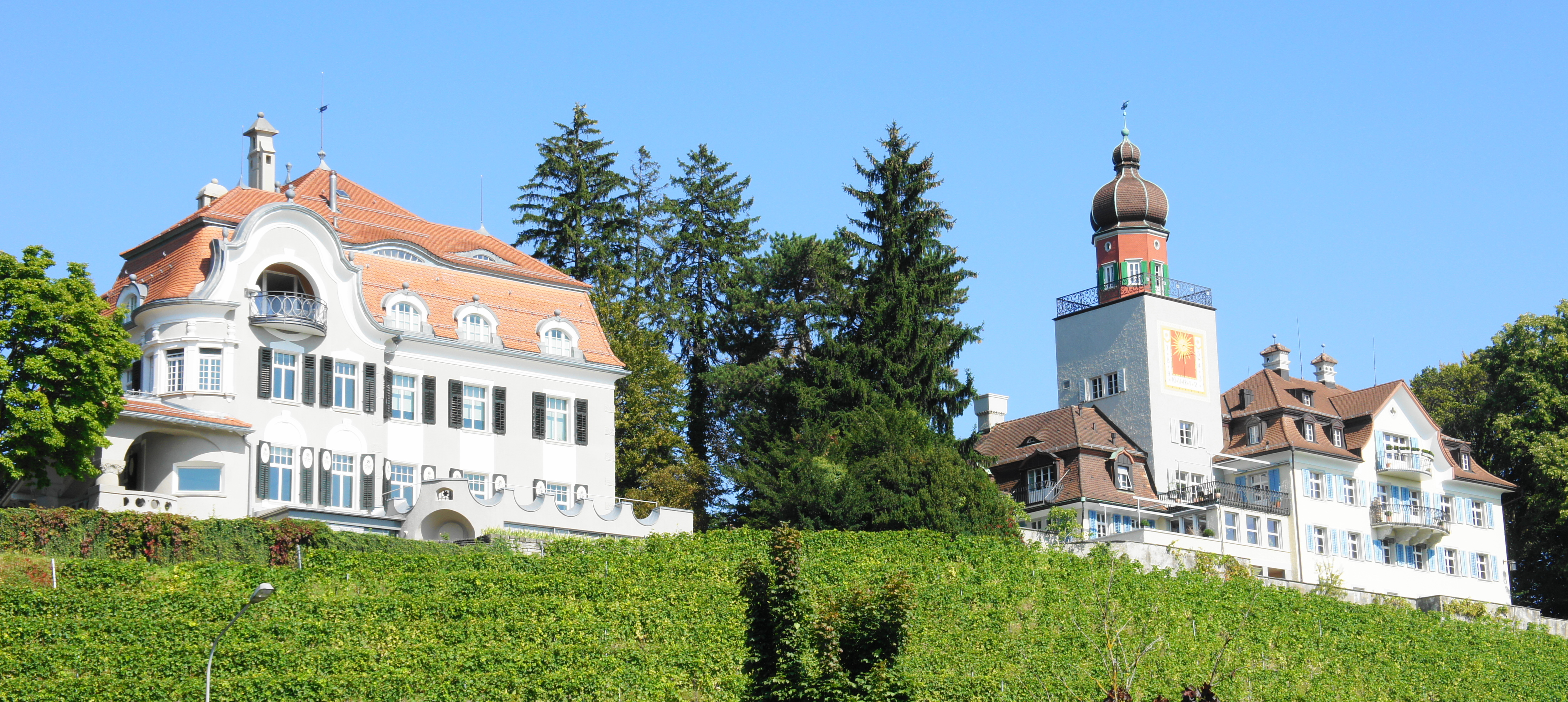
Villa Schmidheiny (links) und Schloss Heerbrugg umgeben von Reben
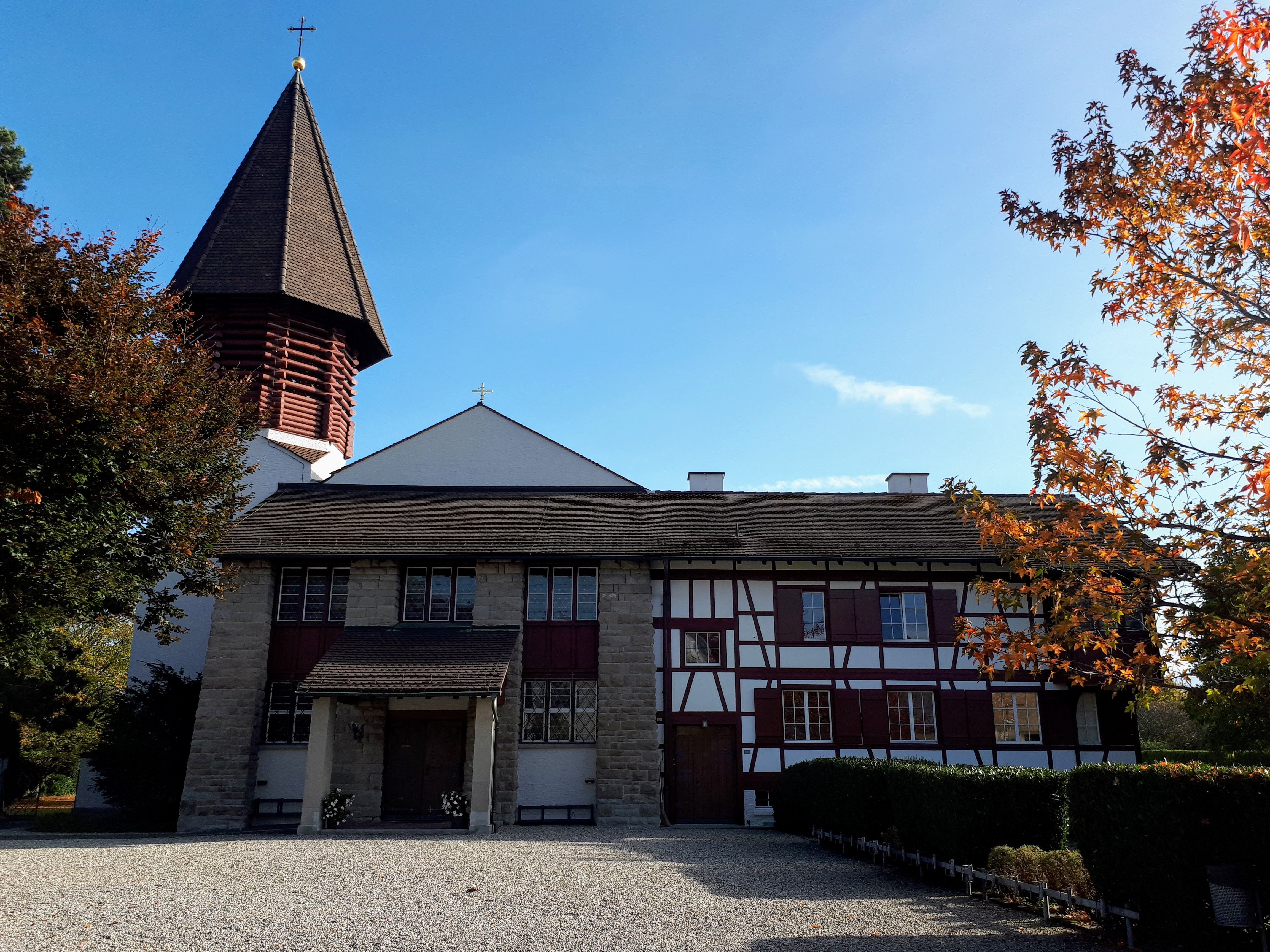
Bruder-Klausen-Kirche (katholisch)
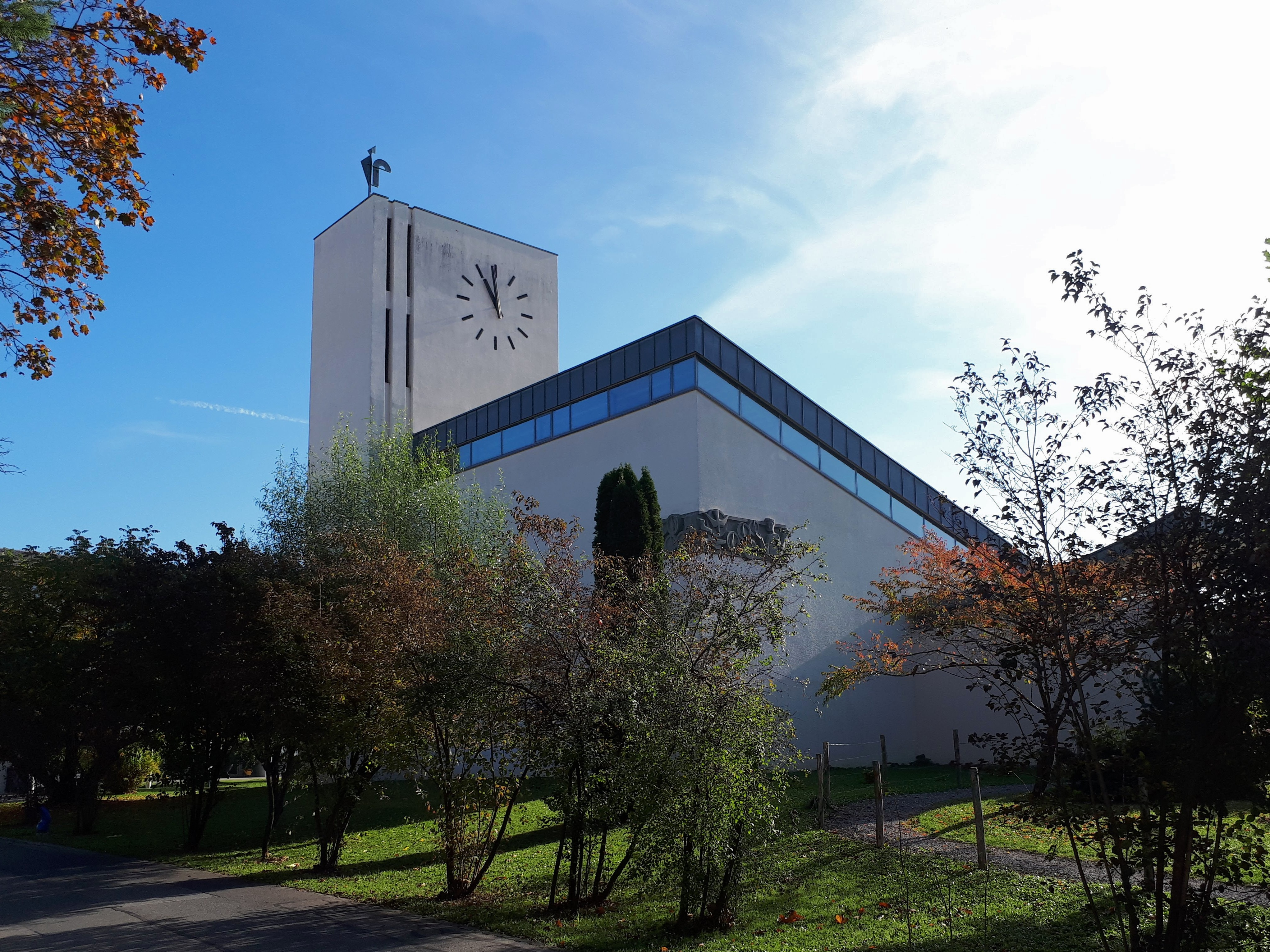
Evangelische Kirche von Süden
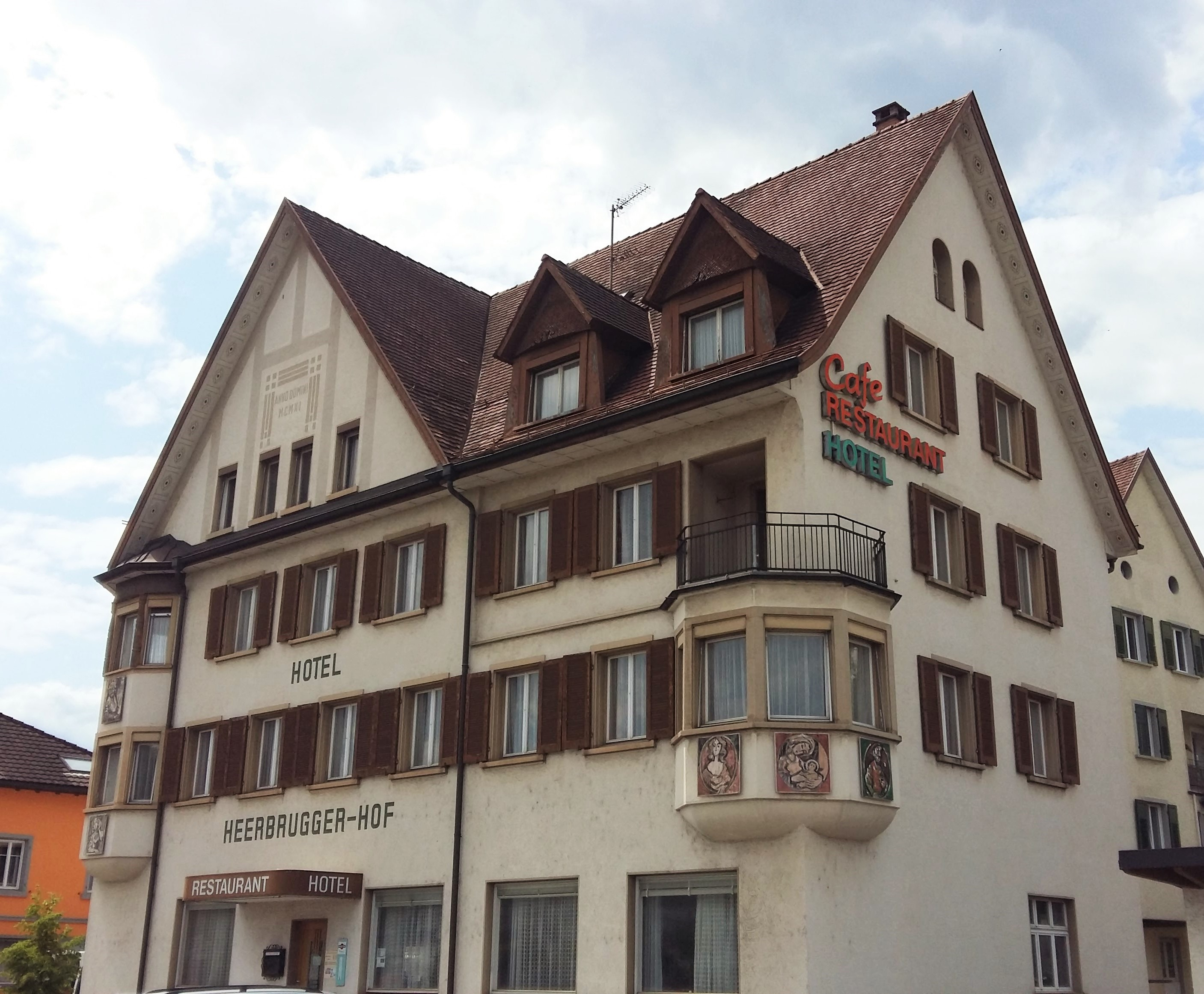
Hotel Heerbruggerhof
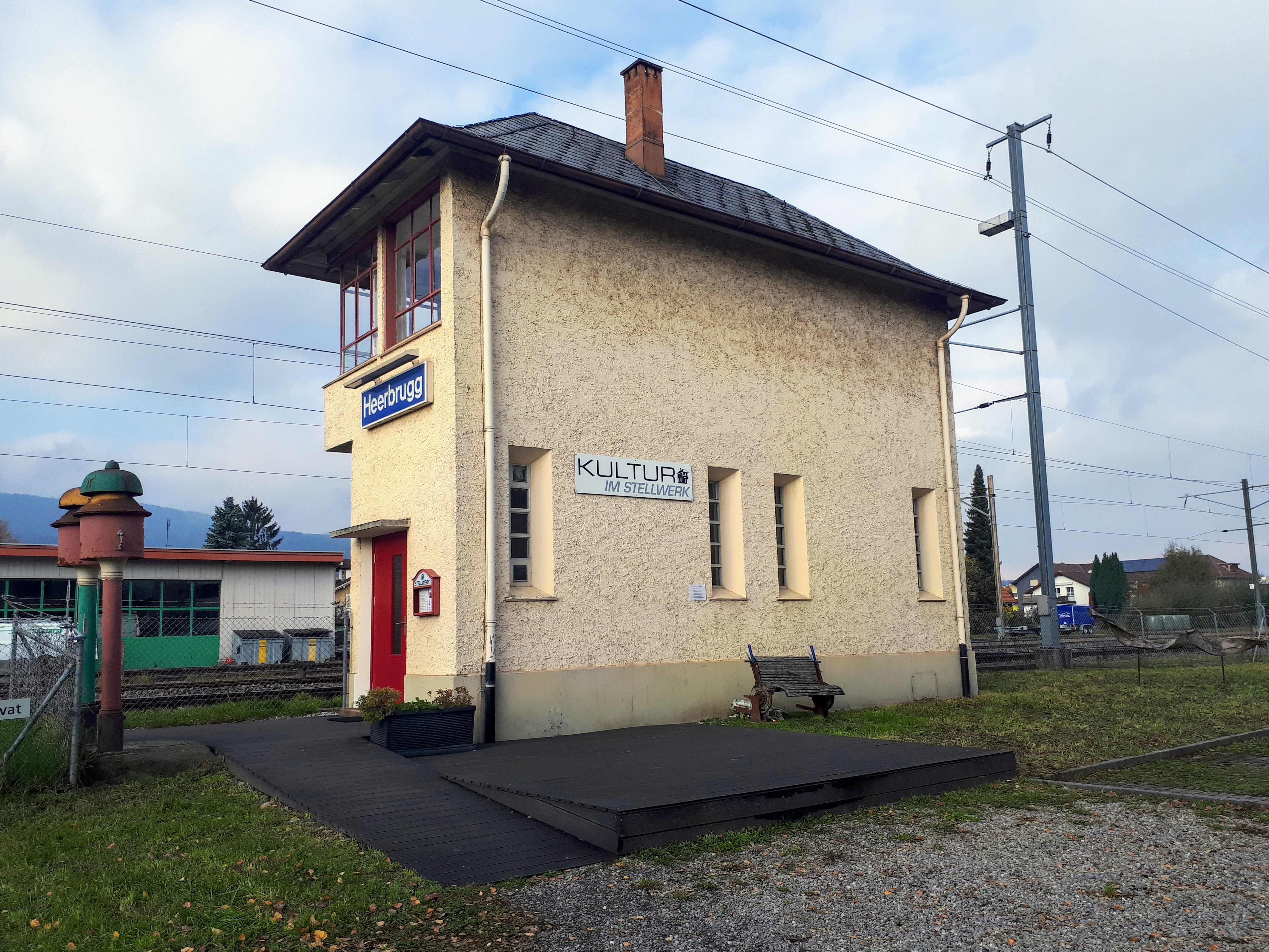
Ehemaliges Stellwerk Heerbrugg, heute Kultur im Stellwerk

## Persönlichkeiten

### In Heerbrugg geboren

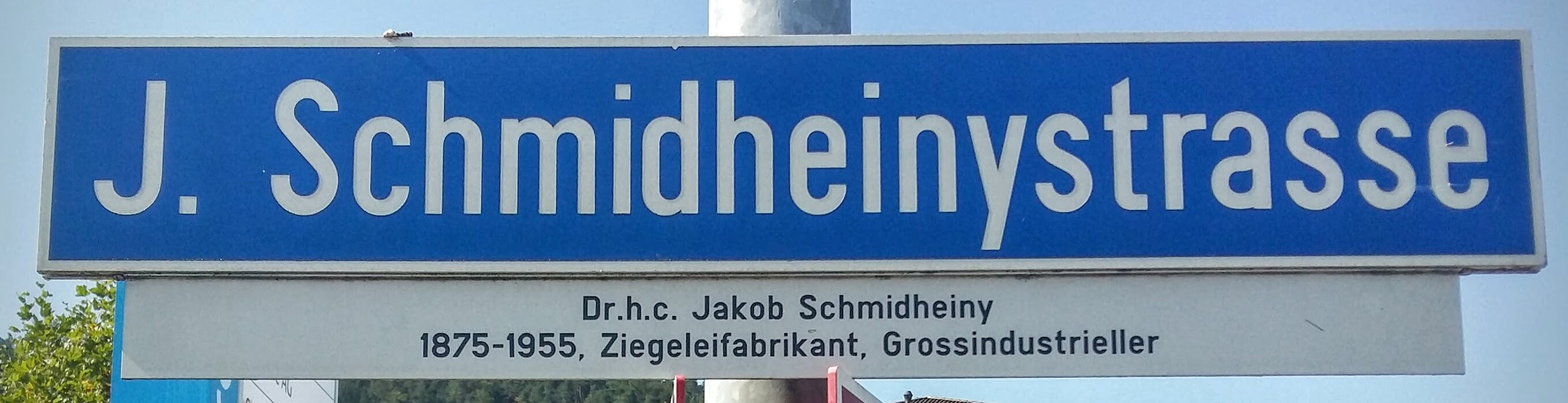
Jacob-Schmidheinystrasse Heerbrugg

- Ernst Schmidheiny (1871–1935), Schweizer Industrieller und Politiker, Sohn von Jacob Schmidheiny (1838)
- Ernst Schmidheiny (1902–1985), Schweizer Industrieller und Gründer der Ernst Schmidheiny-Stiftung, Sohn von Ernst Schmidheiny (1871)
- Max Schmidheiny (1908–1991), Schweizer Ingenieur, Industrieller, Politiker und Gründer der Max Schmidheiny-Stiftung, Sohn von Ernst Schmidheiny (1871)
- Jacob Schmidheiny (1838–1905), Schweizer Unternehmer
- Jacob Schmidheiny (1875–1955), Schweizer Unternehmer, Sohn von Jacob Schmidheiny (1838), nach ihm ist Jacob-Schmidheinystrasse benannt.
- Stephan Schmidheiny (* 1947), Schweizer Unternehmer und Philanthrop, Sohn von Max Schmidheiny
- Thomas Schmidheiny (* 1945), Schweizer Unternehmer und Kunstsammler, Sohn von Max Schmidheiny

### Mit sonstigem Bezug zum Ort

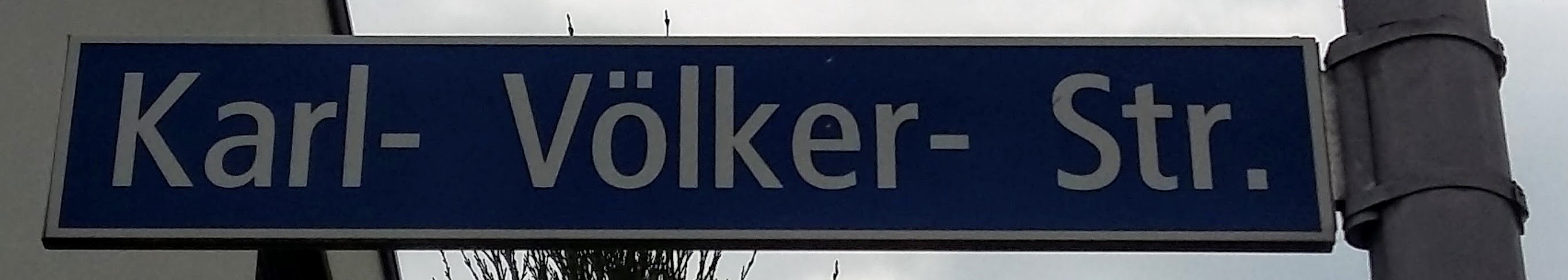
Karl Völker Strasse Heerbrugg

- Karl Völker (1796–1884), betrieb 1839–1850 eine Schule auf Schloss Heerbrugg, nach ihm ist die Karl-Völker-Strasse benannt.
- Johann Labonté (1866–1945) war der wichtigste Jugendstil Architekt des Rheintals.[10] Hat von 1906 bis zu seinem Tod in Heerbrugg gewohnt.
- Hans Huber (1927–2018), Unternehmer (SFS)

## Sonstiges

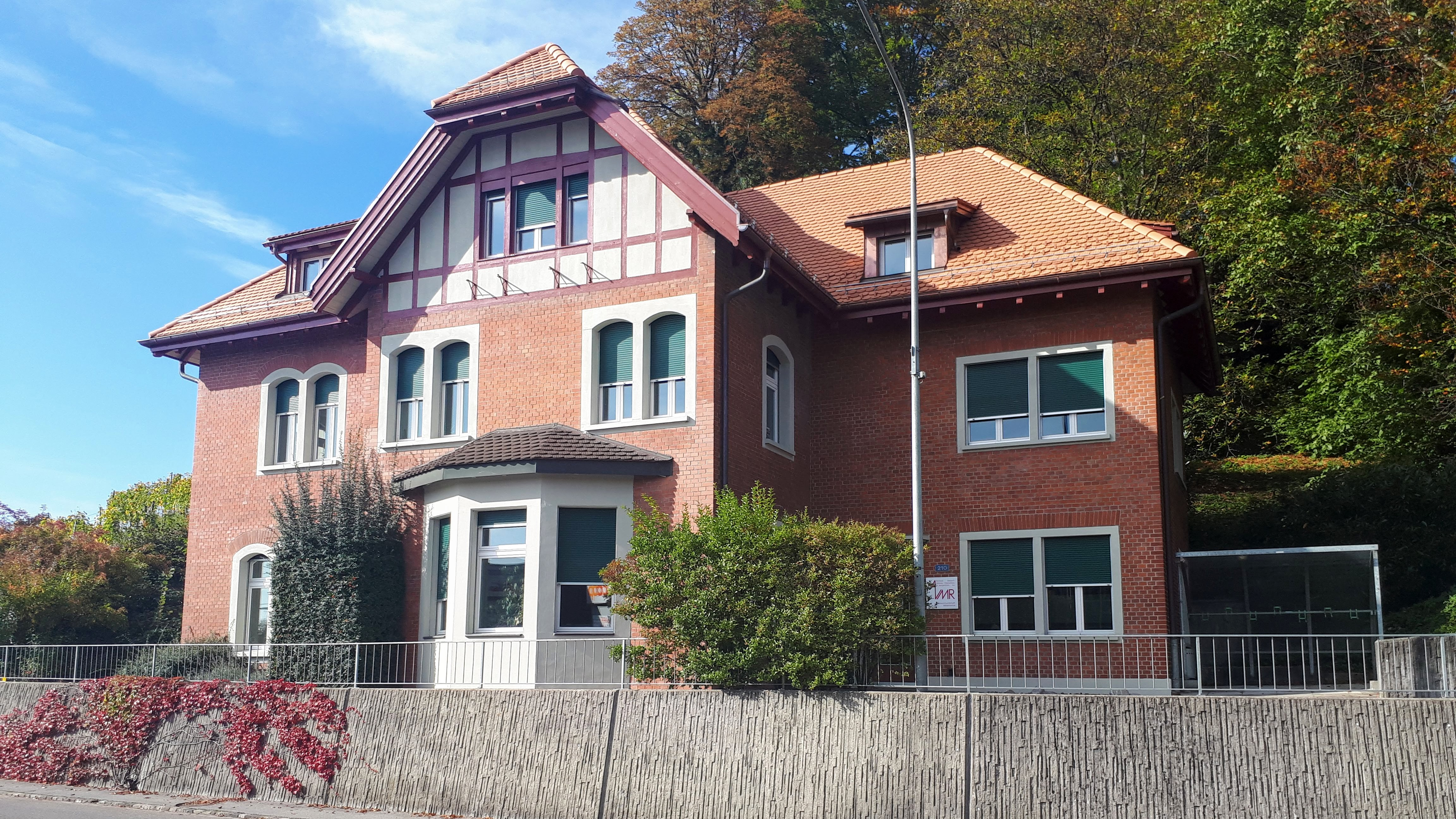
Verwaltungsgebäude der Amtsvormundschaft Mittelrheintal

In Heerbrugg befinden sich folgende Sozialen Dienste und Einrichtungen:
- Soziale Dienste Mittelrheintal
- Amtsvormundschaft Mittelrheintal
- Psychiatrische Dienste Süd
- Feuerwehr Mittelrheintal
- Bevölkerungsschutz Mittelrheintal